# Iàrke Pole
Iàrke Pole (en (ucraïnès): Ярке Поле) és un poble de la República Autònoma de Crimea a Ucraïna, que el 2014 tenia 948 habitants. Pertany al districte rural de Djankoi.